# Communauté de communes du Pays de Banon
Die Communauté de communes du Pays de Banon war ein französischer Gemeindeverband mit der Rechtsform einer Communauté de communes im Département Alpes-de-Haute-Provence in der Region Provence-Alpes-Côte d’Azur. Sie wurde am 18. Dezember 2002 gegründet und umfasste zwölf Gemeinden. Der Verwaltungssitz befand sich im Ort Banon.

## Historische Entwicklung
Am 1. Januar 2017 wurde der Gemeindeverband mit der Communauté de communes de Haute-Provence zur neuen Communauté de communes Haute-Provence Pays de Banon zusammengeschlossen.

## Ehemalige Mitgliedsgemeinden
1. Banon
2. L’Hospitalet
3. Montsalier
4. Oppedette
5. Redortiers
6. Revest-des-Brousses
7. Revest-du-Bion
8. La Rochegiron
9. Sainte-Croix-à-Lauze
10. Saumane
11. Simiane-la-Rotonde
12. Vachères